# Elisabeth Görgl
Elisabeth Görgl detta Lizz (Bruck an der Mur, 20 febbraio 1981) è un'ex sciatrice alpina austriaca, campionessa del mondo nella discesa libera e nel supergigante a Garmisch-Partenkirchen 2011 e vincitrice della Coppa Europa nel 2003.
È figlia di Traudl Hecher e sorella di Stephan, a loro volta sciatori alpini di alto livello.

## Biografia

### Stagioni 1997-2006
Sciatrice polivalente originaria di Kapfenberg e attiva in gare FIS dal novembre del 1996, ha esordito in Coppa Europa il 18 gennaio 1999 a Lachtal, classificandosi 31ª in slalom gigante, e nella stessa stagione ha vinto la medaglia di bronzo nello slalom speciale ai Mondiali juniores di Pra Loup. In Coppa del Mondo ha esordito il 10 marzo 2000 nella medesima specialità a Sestriere, senza qualificarsi per la seconda manche; sempre in slalom speciale ha ottenuto il primo podio (il 7 dicembre 2000 a Serre Chevalier, 3ª) e la prima vittoria (il 25 novembre 2002 a Åre) in Coppa Europa e il primo podio in Coppa del Mondo, il 5 gennaio 2003 a Bormio (2ª).
Ha esordito ai Campionati mondiali a Sankt Moritz 2003, senza concludere lo slalom speciale, e quello stesso anno si è aggiudicata la Coppa Europa, vincendo anche le classifiche di slalom gigante e di slalom speciale. Ai Mondiali di Bormio/Santa Caterina Valfurva 2005 è stata 7ª nello slalom gigante, 8ª nella combinata e non ha completato lo slalom speciale, mentre ai XX Giochi olimpici invernali di Torino 2006, suo esordio olimpico, ha partecipato alla gara di discesa libera, senza però concluderla.

### Stagioni 2007-2010
18ª nella discesa libera ai Mondiali di Åre 2007, il 12 gennaio 2008 ha vinto la sua prima gara di Coppa del Mondo, lo slalom gigante di Maribor; a fine stagione è risultata 2ª sia nella classifica della Coppa del Mondo di supergigante, superata dalla tedesca Maria Riesch di 48 punti, sia in quella della Coppa del Mondo di slalom gigante, battuta dall'italiana Denise Karbon di 113 punti. Nel 2009, ai Mondiali di Val-d'Isère, ha vinto la medaglia di bronzo nella supercombinata e si è piazzata 4ª nella discesa libera, 6ª nel supergigante, 10ª nello slalom gigante e 31ª nello slalom speciale.
Ai XXI Giochi olimpici invernali di Vancouver 2010 ha vinto due medaglie di bronzo: la prima nella discesa libera, piazzandosi alle spalle delle statunitensi Lindsey Vonn e Julia Mancuso, la seconda nello slalom gigante, dietro alla tedesca Viktoria Rebensburg e alla slovena Tina Maze. È stata inoltre 5ª nel supergigante, 7ª nello slalom speciale e 18ª nella combinata, mentre quell'anno in Coppa del Mondo è stata nuovamente 2ª nella classifica di supergigante, superata dalla Vonn di 320 punti.

### Stagioni 2011-2017

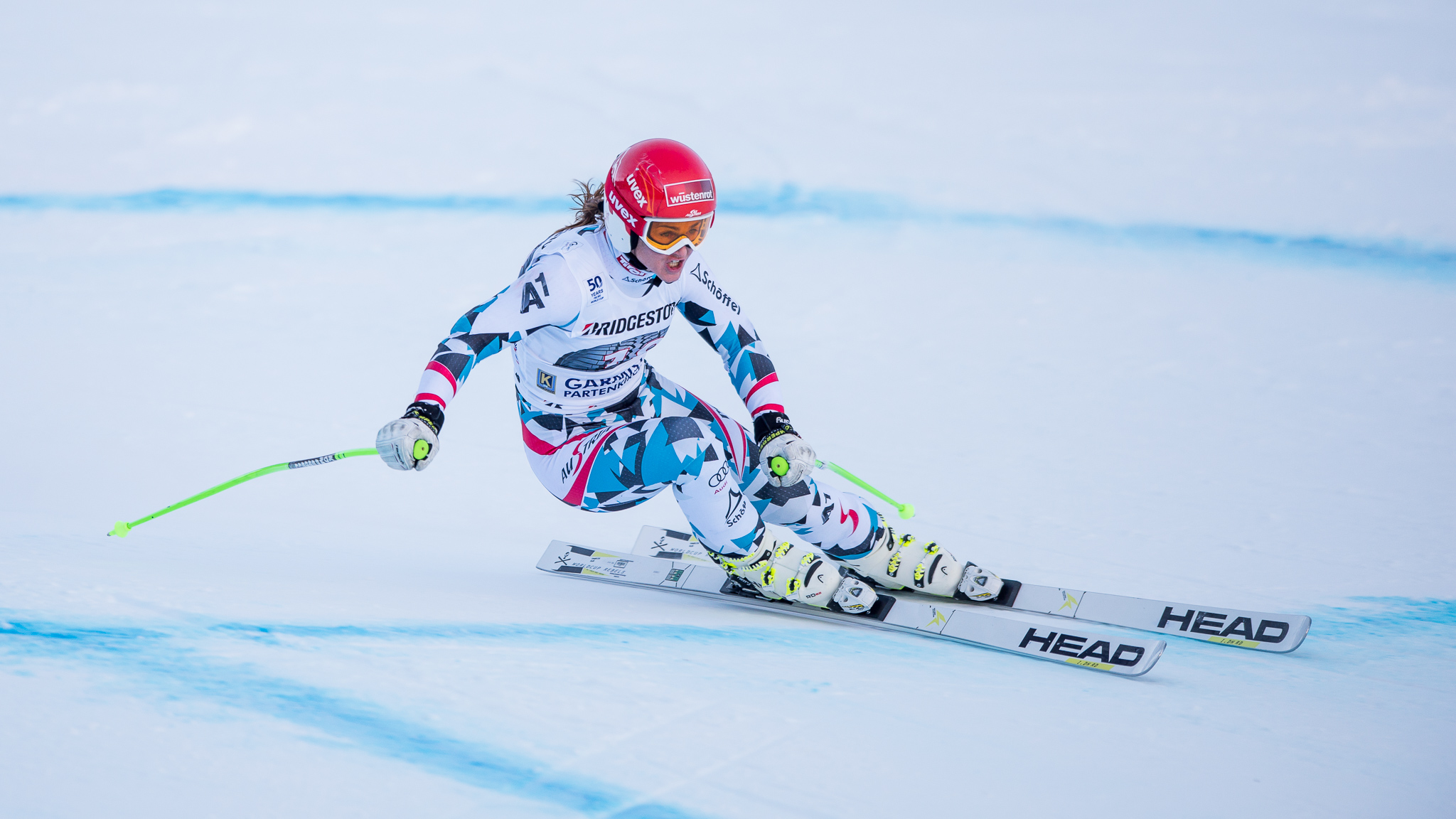
Elisabeth Görgl in gara a Garmisch-Partenkirchen nel 2017

Nel 2011 ha conquistato due medaglie d'oro ai Mondiali di Garmisch-Partenkirchen: l'8 febbraio nel supergigante, precedendo la Mancuso e la Riesch, e il 13 febbraio nella discesa libera, davanti alla Vonn e ancora alla Riesch. Si è inoltre piazzata 10ª nello slalom gigante e 5ª nella supercombinata. Due anni dopo, nella rassegna iridata di Schladming, è stata 10ª nella discesa libera, 11ª nel supergigante, 23ª nello slalom gigante e 6ª nella supercombinata.
Ai XXII Giochi olimpici invernali di Soči 2014, sua ultima presenza olimpica, si è classificata 16ª nella discesa libera e 11ª nello slalom gigante, mentre non ha concluso il supergigante e la supercombinata. Il 21 dicembre 2014 ha colto a Val-d'Isère in supergigante la sua ultima vittoria in Coppa del Mondo; ai Mondiali di Vail/Beaver Creek 2015, suo congedo iridato, si è piazzata al 6º posto nella discesa libera e non ha concluso il supergigante. Il 18 marzo dello stesso anno è salita per l'ultima volta su un podio di Coppa del Mondo, classificandosi 2ª nella discesa libera disputata a Méribel.
Si è ritirata al termine della stagione 2016-2017; la sua ultima gara in Coppa del Mondo è stata il supergigante disputato ad Aspen il 16 marzo, chiuso al 5º posto, mentre l'ultima gara in carriera è stata la combinata dei Campionati austriaci 2017, a Saalbach-Hinterglemm il 29 marzo successivo, non completata dalla Görgl.

## Palmarès

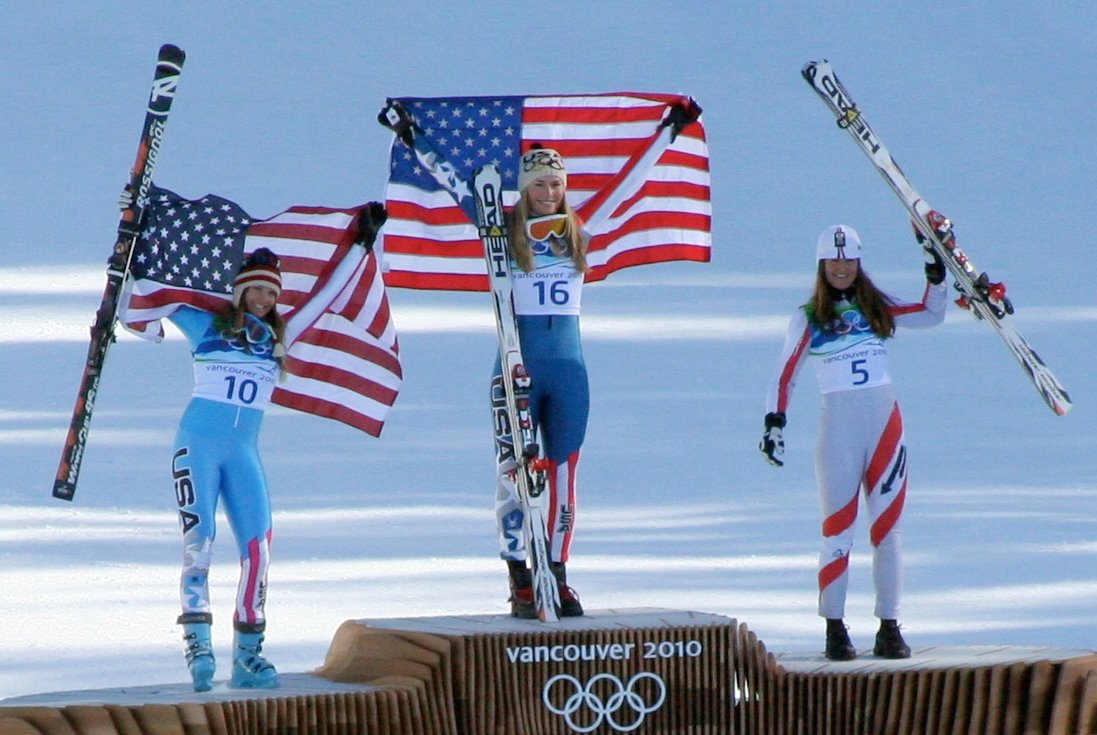
Elisabeth Görgl (bronzo, a destra) sul podio della discesa libera a con Lindsey Vonn (oro, al centro) e Julia Mancuso (argento, a sinistra)

### Olimpiadi
- 2 medaglie:
  - 2 bronzi (discesa libera, slalom gigante a Vancouver 2010)

### Mondiali
- 3 medaglie:
  - 2 ori (discesa libera, supergigante a Garmisch-Partenkirchen 2011)
  - 1 bronzo (supercombinata a Val-d'Isère 2009)

### Mondiali juniores
- 1 medaglia:
  - 1 bronzo (slalom speciale a Pra Loup 1999)

### Coppa del Mondo
- Miglior piazzamento in classifica generale: 4ª nel 2008 e nel 2011
- 42 podi:
  - 7 vittorie
  - 16 secondi posti
  - 19 terzi posti

#### Coppa del Mondo - vittorie
| Data             | Località              | Paese    | Specialità |
| ---------------- | --------------------- | -------- | ---------- |
| 12 gennaio 2008  | Maribor               | Slovenia | GS         |
| 15 marzo 2008    | Bormio                | Italia   | GS         |
| 6 dicembre 2009  | Lake Louise           | Canada   | SG         |
| 7 gennaio 2012   | Bad Kleinkirchheim    | Austria  | DH         |
| 11 gennaio 2014  | Altenmarkt-Zauchensee | Austria  | DH         |
| 23 gennaio 2014  | Cortina d'Ampezzo     | Italia   | SG         |
| 21 dicembre 2014 | Val-d'Isère           | Francia  | SG         |

Legenda:

DH = discesa libera

SG = supergigante

GS = slalom gigante

#### Coppa del Mondo - gare a squadre
- 3 podi:
  - 1 secondo posto
  - 2 terzi posti

### Coppa Europa
- Vincitrice della Coppa Europa nel 2003
- Vincitrice della classifica di slalom gigante nel 2003
- Vincitrice della classifica di slalom speciale nel 2003
- 19 podi:
  - 9 vittorie
  - 5 secondi posti
  - 5 terzi posti

#### Coppa Europa - vittorie
| Data             | Località       | Paese   | Specialità |
| ---------------- | -------------- | ------- | ---------- |
| 25 novembre 2002 | Åre            | Svezia  | SL         |
| 26 novembre 2002 | Åre            | Svezia  | SL         |
| 23 gennaio 2003  | Abetone        | Italia  | GS         |
| 3 febbraio 2003  | Pas de la Casa | Andorra | SL         |
| 5 febbraio 2003  | La Molina      | Spagna  | GS         |
| 24 febbraio 2003 | Innerkrems     | Austria | DH         |
| 26 febbraio 2003 | Innerkrems     | Austria | SG         |
| 10 marzo 2003    | Piancavallo    | Italia  | GS         |
| 11 marzo 2003    | Piancavallo    | Italia  | SL         |

Legenda:

DH = discesa libera

SG = supergigante

GS = slalom gigante

SL = slalom speciale

### Nor-Am Cup
- Miglior piazzamento in classifica generale: 41ª nel 2004
- 1 podio:
  - 1 vittoria

#### Nor-Am Cup - vittorie
| Data             | Località    | Paese       | Specialità |
| ---------------- | ----------- | ----------- | ---------- |
| 24 novembre 2003 | Winter Park | Stati Uniti | SL         |

Legenda:

SL = slalom speciale

### Australia New Zealand Cup
- Miglior piazzamento in classifica generale: 20ª nel 2008
- 1 podio:
  - 1 secondo posto

### Campionati austriaci
- 17 medaglie[2]:
  - 6 ori (slalom speciale nel 2004; slalom speciale, combinata nel 2005; supergigante nel 2006; supergigante nel 2010; supergigante nel 2016)
  - 6 argenti (slalom gigante nel 2003; slalom gigante nel 2006; discesa libera nel 2011; slalom gigante nel 2013; discesa libera, supergigante nel 2014)
  - 5 bronzi (slalom speciale nel 2000; slalom speciale nel 2003; discesa libera nel 2005; discesa libera nel 2008; supergigante nel 2013)

### Campionati austriaci juniores
- 4 medaglie[2]:
  - 3 ori (slalom speciale nel 1999; slalom gigante, slalom speciale nel 2000)
  - 1 argento (combinata nel 1999)

## Statistiche

### Podi in Coppa del Mondo
| 1º     | 2º                     | 3º                     | 1º                     | 2º                     | 3º                     | 1º                     | 2º                     | 3º                     | 1º                     | 2º                     | 3º                     | 1º                     | 2º                     | 3º                     | 1º                     | 2º                     | 3º                     |                        |                        |                        |                        |                        |
| 2000   |                        |                        |                        |                        |                        |                        |                        |                        |                        |                        |                        |                        |                        |                        |                        |                        |                        |                        | 0                      |                        |                        |                        |
| 2001   |                        |                        |                        |                        |                        |                        |                        |                        |                        |                        |                        |                        |                        |                        |                        |                        |                        |                        | 0                      |                        |                        |                        |
| 2002   | stagione non disputata | stagione non disputata | stagione non disputata | stagione non disputata | stagione non disputata | stagione non disputata | stagione non disputata | stagione non disputata | stagione non disputata | stagione non disputata | stagione non disputata | stagione non disputata | stagione non disputata | stagione non disputata | stagione non disputata | stagione non disputata | stagione non disputata | stagione non disputata | stagione non disputata | stagione non disputata | stagione non disputata | stagione non disputata |
| 2003   |                        |                        |                        |                        |                        |                        |                        |                        |                        |                        | 1                      |                        |                        |                        |                        |                        |                        |                        | 1                      |                        |                        |                        |
| 2004   |                        |                        |                        |                        |                        |                        |                        |                        | 2                      |                        | 2                      |                        |                        |                        |                        |                        |                        |                        | 4                      |                        |                        |                        |
| 2005   |                        |                        |                        |                        |                        |                        |                        |                        | 1                      |                        |                        |                        |                        |                        |                        |                        |                        |                        | 1                      |                        |                        |                        |
| 2006   |                        |                        | 2                      |                        |                        |                        |                        |                        | 1                      |                        |                        |                        |                        |                        |                        |                        |                        |                        | 3                      |                        |                        |                        |
| 2007   |                        | 1                      |                        |                        |                        |                        |                        |                        |                        |                        |                        |                        |                        |                        |                        |                        |                        |                        | 1                      |                        |                        |                        |
| 2008   |                        |                        |                        |                        | 2                      |                        | 2                      | 1                      | 2                      |                        |                        |                        |                        |                        |                        |                        |                        |                        | 7                      |                        |                        |                        |
| 2009   |                        |                        |                        |                        |                        |                        |                        | 1                      | 2                      |                        |                        |                        |                        |                        |                        |                        |                        |                        | 3                      |                        |                        |                        |
| 2010   |                        |                        |                        | 1                      | 1                      |                        |                        |                        |                        |                        |                        |                        |                        |                        | 1                      |                        |                        |                        | 3                      |                        |                        |                        |
| 2011   |                        |                        | 3                      |                        |                        |                        |                        |                        |                        |                        |                        |                        |                        | 1                      | 1                      |                        |                        | 1                      | 6                      |                        |                        |                        |
| 2012   | 1                      | 1                      | 1                      |                        |                        |                        |                        | 1                      | 2                      |                        |                        |                        |                        |                        |                        |                        |                        |                        | 6                      |                        |                        |                        |
| 2013   |                        |                        |                        |                        |                        |                        |                        |                        |                        |                        |                        |                        |                        |                        |                        |                        |                        |                        | 0                      |                        |                        |                        |
| 2014   | 1                      | 1                      |                        | 1                      |                        |                        |                        |                        |                        |                        |                        |                        |                        |                        |                        |                        |                        |                        | 3                      |                        |                        |                        |
| 2015   |                        | 3                      |                        | 1                      |                        |                        |                        |                        |                        |                        |                        |                        |                        |                        |                        |                        |                        |                        | 4                      |                        |                        |                        |
| 2016   |                        |                        |                        |                        |                        |                        |                        |                        |                        |                        |                        |                        |                        |                        |                        |                        |                        |                        | 0                      |                        |                        |                        |
| 2017   |                        |                        |                        |                        |                        |                        |                        |                        |                        |                        |                        |                        |                        |                        |                        |                        |                        |                        | 0                      |                        |                        |                        |
| Totale | 2                      | 6                      | 6                      | 3                      | 3                      | 0                      | 2                      | 3                      | 10                     | 0                      | 3                      | 0                      | 0                      | 1                      | 2                      | 0                      | 0                      | 1                      | 42                     |                        |                        |                        |
| Totale | 14                     | 14                     | 14                     | 6                      | 6                      | 6                      | 15                     | 15                     | 15                     | 3                      | 3                      | 3                      | 3                      | 3                      | 3                      | 1                      | 1                      | 1                      | 42                     |                        |                        |                        |

## Riconoscimenti
- Sportiva austriaca dell'anno nel 2011[senza fonte]